# Lee Morin
Lee Miller Emile Morin (Manchester, 9 settembre 1952) è un ex astronauta e medico statunitense. Ha partecipato alla missione spaziale Shuttle STS-110 come specialista di missione nel 2002.